# Хинтерхойзер, Маркус
Маркус Хинтерхойзер (нем. Markus Hinterhäuser; род. 30 марта 1958 года, Специя, Италия) — австрийский пианист и музыкальный деятель.
Учился в Венском университете музыки у Елизаветы Леонской и в Моцартеуме у Олега Майзенберга. Выступал в ансамбле с Квартетом Ардитти, аккомпанировал певице Бригитте Фассбендер. В репертуаре Хинтерхойзера преобладает музыка XX века, начиная с Второй венской школы и до Галины Уствольской, Луиджи Ноно, Джона Кейджа, Карлхайнца Штокхаузена, Мортона Фельдмана.
С 1993 г. Хинтерхойзер был одним из кураторов программы «Течение времени» (нем. Zeitfluss) в рамках Зальцбургского фестиваля. В 2006 г. он занял должность директора концертной программы фестиваля. В 2011 г. Хинтерхойзер стал на один год интендантом Зальцбургского фестиваля. С 2014 г. назначен интендантом Венского фестиваля (Wiener Festwochen).